# Frank Crüsemann
Frank Crüsemann (Brema, 9 luglio 1938) è un teologo e critico biblico tedesco.
Professore alla Kirchliche Hochschule Bethel (nel Bielefeld) dal 1980 al 2004, studioso dell'Antico Testamento, ha acquisito notorietà soprattutto per le sue pubblicazioni sulla Torah, su Elia e sulla storia sociale dell'Antico Testamento, nonché per il suo coinvolgimento nel dialogo interreligioso cristiano-ebraico e per la sua partecipazione ai Deutschen Evangelischen Kirchentagen (Assemblea tedesca della Chiesa protestante).
Sostenitore dell'ipotesi documentale, appartiene alla cosiddetta Scuola di Heidelberg che ritiene che la tradizione jahvista non possa essere una fonte del Pentateuco.

## Biografia
Frank Crüsemann è nato a Brema nel 1938, figlio di Gustav e Jutta Crüsemann, nata Ermisch. Il cognome Crüsemann è abbastanza noto a Brema: ad esempio, Conrad Carl Eduard Crüsemann (1826-1869) ha dato il nome al viale Crüsemann. Crüsemann ha avuto un percorso scolastico movimentato a causa della guerra e della professione del padre, toccando varie località: Sörnewitz in Sassonia, Amburgo, Weiler im Allgäu, Monaco di Baviera e di nuovo Amburgo, dove ha conseguito la maturità nel 1958. Dopo aver studiato teologia protestante ad Amburgo, Heidelberg, Magonza ed Erlangen e aver superato il primo esame di teologia in Baviera, nel 1964 fece ritorno all'Università di Magonza per conseguire il dottorato con Hans Walter Wolff.
La tesi di dottorato fu pubblicata nel 1969 con il titolo Studien zur Formgeschichte vom Hymnus und Danklied in Israel (WMANT 32).
Nel 1970 seguirono il secondo esame teologico, l'ordinazione sacerdotale e l'inizio di un'attività di assistente a Heidelberg, che sfociò nel 1975 nell'abilitazione all'insegnamento universitario con una tesi sui testi antireali dell'Antico Testamento, che fu pubblicata nel 1978 con il titolo Der Widerstand gegen das Königtum (WMANT 49).
Il suo interesse per la realtà dell'Israele biblico si è tradotto nella partecipazione a numerosi progetti archeologici in Israele (dal 1971 al 1982) e nella loro riflessione teorica. Nel 1980 Crüsemann è stato nominato professore presso la Kirchliche Hochschule di Bethel, dove ha insegnato fino al suo pensionamento nel 2004.
Dal 1982 Crüsemann è sposato in seconde nozze con la studiosa del Nuovo Testamento Marlene Crüsemann. Crüsemann ha avuto una figlia dal primo matrimonio, Nicola Crüsemann, e un figlio dalla seconda moglie.

## Attività principali
L'area di lavoro principale di Crüsemann è la storia sociale dell'antico Stato di Israele e la questione ermeneutica del ruolo del Tanakh per la fede cristiana nel suo complesso. Il suo obiettivo principale è quello di restituire all'Antico Testamento l'importanza che gli spetta rispetto al Nuovo Testamento, cioè quello di Sacra Scrittura. A differenza di una visione puramente storicizzante, il suo obiettivo principale è la comprensione scientifica del testo canonico.
Dal 1990 ha lavorato nel gruppo di lavoro tra ebrei e cristiani in seno al Congresso evangelico tedesco. In questo modo, Crüsemann ha collaborato alla presentazione principale della Chiesa della Westfalia del 1999 dal titolo "Dio non ha respinto il suo popolo", nonché alla commissione di studio "Chiesa ed ebraismo" della Chiesa protestante in Germania, e quindi all'elaborazione dello studio Christen und Juden III. Schritte der Erneuerung im Verhältnis zum Judentum (Cristiani ed ebrei III. Passi di rinnovamento nel rapporto con l'ebraismo), del 2000.
Allo stesso tempo, a partire dal 1990, Crüsemann ha collaborato col gruppo di studio esegetico del Congresso evangelico tedesco e ha contribuito alle traduzioni del Kirchentag, che sono alla base della Bibel in gerechter Sprache, pubblicata nel 2006.
I suoi principali interessi di ricerca sono l'ermeneutica dell'Antico Testamento, la storia sociale e giuridica, l'esegesi canonica e il dialogo cristiano-ebraico. È coeditore della rivista Evangelische Theologie, della rivista Biblical Interpretation e della Bibel in gerechter Sprache.
La tesi di fondo del suo libro Das Alte Testament als Wahrheitsraum des Neuen (2011) è la seguente:
Crüsemann è stato membro della Conferenza cristiana per la pace e ha partecipato alla prima e alla seconda Assemblea ecumenica per la pace nel 1961 e nel 1964 a Praga.
Il 31 ottobre 2008, Giorno della Riforma, è stato uno dei primi firmatari dell'appello Frieden mit dem Kapital? (Pace con il capitale?), un appello contro l'adattamento della Chiesa evangelica al potere dell'economia, sottoscritto insieme a Ulrich Duchrow, Heino Falcke, Christian Felber, Kuno Füssel, Detlef Hensche, Siegfried Katterle, Arne Manzeschke, Silke Niemeyer, Franz Segbers, Ton Veerkamp e Karl Georg Zinn.

## Pubblicazioni (selezione)
- Der Widerstand gegen das Königtum. Der Widerstand gegen das Königtum. Die antiköniglichen Texte des Alten Testaments und der Kampf um den frühen israelitischen Staat. WMANT 49, 1978,  gebundene Ausgabe Neukirchen 1986 (ISBN 978-3788705350).
- con Hartwig Thyen: Als Mann und Frau geschaffen. 1978.
- Wie Gott die Welt regiert. Bibelauslegungen, München 1986 (ISBN 978-3459016402).
- Seht welch ein Gott. Bibelauslegungen, 1987 (ISBN 978-3922463528).
- (come curatore): Was ist der Mensch?  Beiträge zur Anthropologie des Alten Testaments. Hans Walter Wolff zum 80. Geburtstag, München 1992 (ISBN 978-3579018119).
- Die Tora. Theologie und Sozialgeschichte des alttestamentlichen Gesetzes, München 1992; 2. Aufl. Gütersloh 1997; ed.ne speciale = 3a ed.ne. Gütersloh 2005 (ISBN 978-3579052120).
- Bewahrung der Freiheit. Das Thema des Dekalogs in sozialgeschichtlicher Perspektive (KT 78), München 1983 (ISBN 3459015187), Gütersloh 1993 2a edizione tascabile 1998 (ISBN 978-3579051284).
- Elia – die Entdeckung der Einheit Gottes. Eine Lektüre der Erzählungen über Elia und seine Zeit. Gütersloh 1997 (ISBN 978-3579051543).
- con Udo Theissmann (a cura di): Ich glaube an den Gott Israels. Fragen und Antworten zu einem Thema, das im christlichen Glaubensbekenntnis fehlt. (KT 168), Gütersloh 1998, 2001 (ISBN 978-3579051680).
- Maßstab: Tora. Israels Weisung für christliche Ethik. (Ed. Chr. Kaiser), Gütersloh 2003, 2a ed.ne 2004 (ISBN 978-3579051970).
- Kanon und Sozialgeschichte. Beiträge zum Alten Testament, Gütersloh 2003 (ISBN 978-3579053974).
- con Ulrike Bail, Marlene Crüsemann u. a. (a cura di): Bibel in gerechter Sprache, Gütersloh 2006, 3a edizione 2007 (ISBN 978-3579055008).
- Das Alte Testament als Wahrheitsraum des Neuen. Die neue Sicht der christlichen Bibel. Gütersloher Verlagshaus, Gütersloh 2011. ISBN 978-3-57908122-9